# گراهام مک‌ری

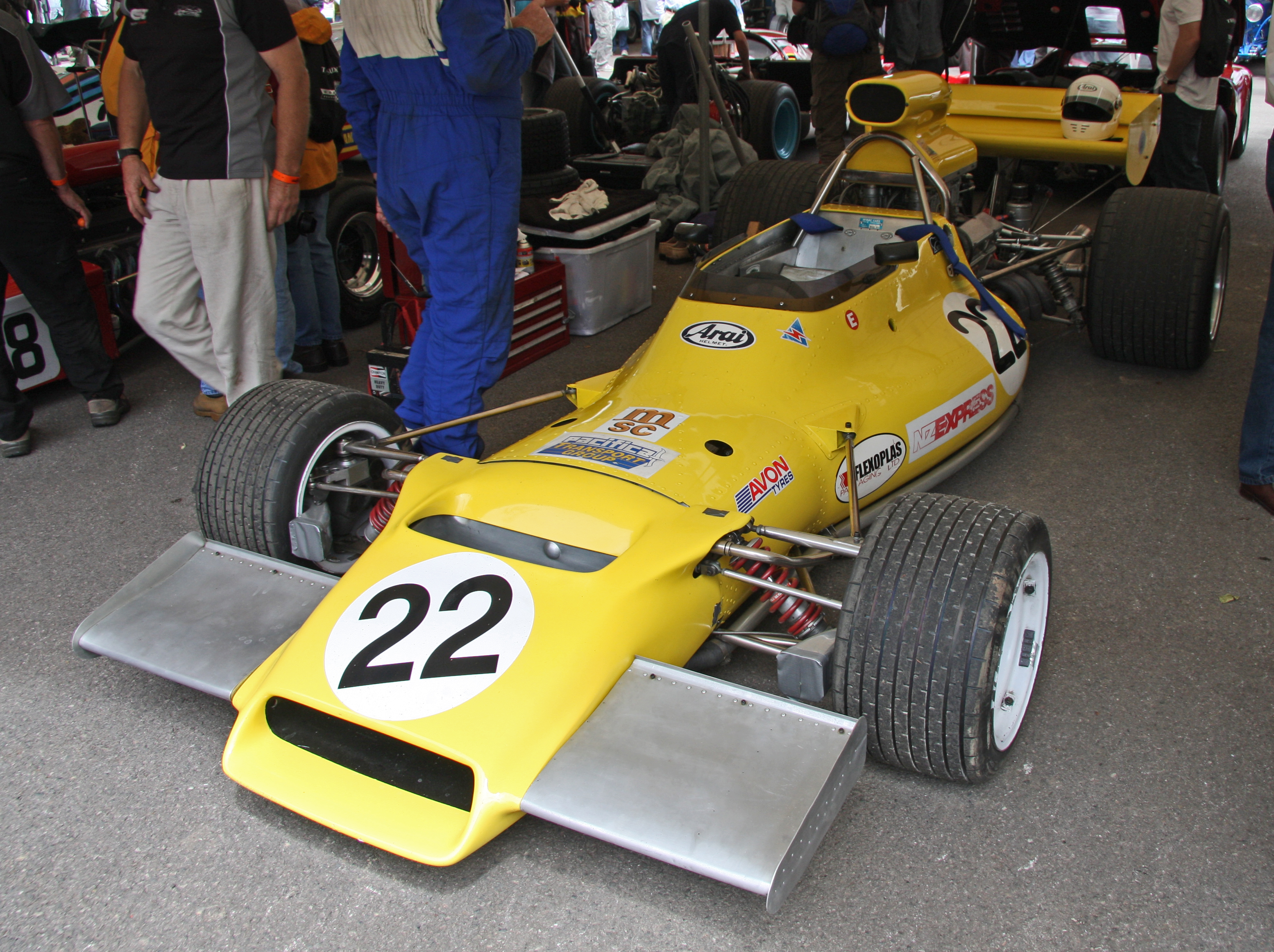
جی‌ام۱ مک‌ری

گراهام مک‌ری (به انگلیسی: Graham McRae) (متولد ۵ مارس ۱۹۴۰) یک راننده سابق فرمول یک اهل نیوزیلند است.
او موفقیت‌های قابل توجه‌ای را در مسابقات فرمول ۵۰۰۰ کسب کرده است.